# Икволити (Илиноис)
Икволити (енгл. Equality) град је у америчкој савезној држави Илиноис.

## Демографија
По попису из 2010. године број становника је 595, што је 126 (-17,5%) становника мање него 2000. године.
| Група             | 2000.       | 2010.       |
| Белци             | 704 (97,6%) | 588 (98,8%) |
| Афроамериканци    | 0 (0,0%)    | 1 (0,2%)    |
| Азијати           | 0 (0,0%)    | 0 (0,0%)    |
| Хиспаноамериканци | 12 (1,7%)   | 2 (0,3%)    |
| Укупно            | 721         | 595         |